# المكادر (العدين)

تعديل مصدري - تعديل

المكادر محلة تابعة لقرية الجرار، التابعة لعزلة شلف بمديرية العدين إحدى مديريات محافظة إب في الجمهورية اليمنية، بلغ تعداد سكانها 32 حسب تعداد اليمن لعام 2004.